# Make Another World
Make Another World es el sexto álbum de la banda escocesa Idlewild. Fue lanzado al mercado en marzo de 2007.

## Canciones
1. In Competition For The Worst Time - 2:43
2. Everything (As It Moves) - 3:22
3. No Emotion - 3:04
4. Make Another World - 4:06
5. If It Takes You Home - 2:07
6. Future Works - 4:16
7. You And I Are Both Away - 3:50
8. A Ghost In The Arcade - 2:48
9. Once In Your Life - 4:29
10. Finished It Remains - 3:53
11. Hidden Ways (U.S. bonus track)
12. Lookin' For A Love (U.S. bonus tracks)

## Créditos
- Roddy Woomble - vocalista
- Rod Jones - guitarra, teclados, coros
- Colin Newton - batería, percusiones
- Gareth Russell - bajo
- Allan Stewart - guitarra, coros
- Inara George - coros
- Mick Cooke - trompeta, corno francés
- Tom Smith - trombón
- Dave Eringa - producción, ingeniería, mezclado
- Howie Weinberg - mastering
- An Evil Empire - diseño y fotografía
- Sub Station, Rosyth - estudio de grabación
- The Strongroom, London - mixing studio
- Masterdisk, NYC - mastering studio

- Datos: Q3280690